# MOL Aréna
El MOL Aréna también nombrado DAC Arena y anteriormente llamado Mestský štadión Dunajská Streda es un estadio de fútbol ubicado en la ciudad de Dunajská Streda, en Eslovaquia. Fue inaugurado en 1953 y reconstruido completamente entre 2016 y 2018, actualmente posee una capacidad para 12 700 espectadores todos sentados, siendo el estadio en el que disputa sus partidos el club FC DAC Dunajská Streda de la Superliga de Eslovaquia.
En 2016 comenzó la reconstrucción del estadio aumentando su capacidad para 12 700 espectadores todos sentados. El costo estimado fue de 9,3 millones de euros.
En 2017 la compañía de petróleo y gas de Hungría (MOL), adquirió los derechos de nombre del estadio.

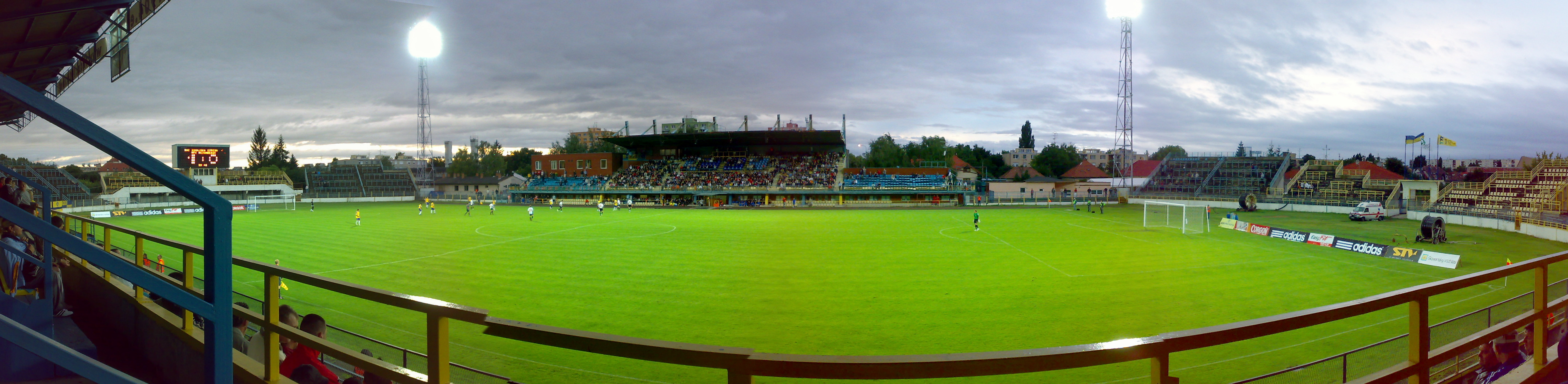
Panorámica del antiguo estadio.